# 야무키촌
야무키촌(八向村)은 야마가타현 모가미군에 있던 촌이다. 현재의 신조시 남서쪽 끝에 해당한다.

## 역사
- 1889년 4월 1일 - 정촌제 시행에 의해 2촌의 구역을 가지고 성립하였다.
- 1956년 9월 30일 - 신조시에 편입, 동일 야무키촌은 폐지되었다.

## 교통

### 철도
- 일본국유철도
  - 리쿠우사이선

### 도로
- 국도 제47호선

## 참고문헌
- 角川日本地名大辞典 6 山形県